# Maria Banuș
Maria Banuș (n. 10 aprilie 1914, București – d. 14 iulie 1999) a fost o poetă, traducătoare, ziaristă și eseistă română, de origine evreiască.

## Biografie
Maria Banuș s-a născut la data de 10 aprilie 1914 la București, fiind fiica lui Max Banuș, contabil și director la Banca Marmorosch Blank și a Anettei Marcus. Școala primară o urmează în particular, dând examene la Școala din str. Lucaci în perioada 1920–1923. După absolvirea studiilor liceale la Institutul „Pompilian” din Calea Rahovei (1923–1931), a urmat cursurile Facultății de Drept și apoi pe cele ale Facultății de Litere din cadrul Universității din București.

### Debutul literar
Debutează în anul 1928, în revista Bilete de papagal, a lui Tudor Arghezi, cu poezia La 14 ani, dezvăluindu-și crezul poetic:
Te caut pe tine, suflete frumos
Cu frăgezimea și durata unui fum
Încât mă mir și eu cum de ai loc
În ființa mea de-acum.
În perioada interbelică a colaborat la revista Azi, a lui Zaharia Stancu, precum și la alte publicații, cu poezii având un caracter aproape exclusiv erotic, din care a și alcătuit primul său volum, intitulat Țara fetelor apărut la Editura Cultura Poporului în anul 1937. Acest volum face parte din etapa confesiunilor adolescentine ale poetei și a fost întâmpinat cordial de critică. George Călinescu a consemnat:
„Vitalitatea fetei de optsprezece ani, trăind sufletul prin simțuri, este exprimată foarte personal de Maria Banuș (Țara fetelor, 1937) cu ingenuități carnale aproape teribile uneori, în poezii de simple creionări realmente ori voit momentane. Voluptatea percepției este (fără dificultăți gramaticale) în linia Pillat-Voronca.”
Din anul 1939, s-a apropiat de mișcarea muncitorească, activând în organizațiile comuniste create sub egida Partidului Comunist, iar treptat în versurile sale încep să se facă simțite preocupări de natură socială. După 1944, este implicată activ în politică.

### Perioada proletcultistă
Versurile sale din anii '45 - '50 reflectă dictatul cultural al acelei epoci. În anul 1945 este primită în Societatea Scriitorilor Români. Într-o ședință a Societății din martie 1948 este obligată să-și dea acordul public cu articolul lui Sorin Toma "Poezia putrefacției sau putrefacția poeziei", apărut în trei numere consecutive în Scînteia, menit să-l elimine pe Tudor Arghezi din literatura română. După desființarea Societății Scriitorilor Români, Maria Banuș face parte din nou creata Uniune a Scriitorilor din România și  la fel ca majoritatea covârșitoare a colegilor ei - nu protestează împotriva excluderii unor scriitori, considerați "elemente necorespunzătoare".
În anul 1949 a publicat volumul de poezie Bucuria (cu cele două cicluri ale sale: "Cântec sub tancuri" și "Vânt de martie"), care reprezintă experiența dânsei în perioada războiului, a ocupației naziste și apoi comuniste. Primul ciclu cuprinde poezii inspirate din realitățile tragice ale perioadei războiului, în timp ce al doilea ciclu este închinat luptei revoluționare a Partidului Comunist. De asemenea, a publicat articole și reportaje, grupate în culegerea Din cronica acestor ani (1955).
Maria Banuș s-a încadrat în doctrina realismului socialist prin creațiile sale cu caracter proletcultist, cum ar fi poeziile adunate în volumul Ție-ți vorbesc, Americă! (1955). Alte volume înscrise în aceeași orientare sunt: Despre pământ (1954), Se-arată lumea (1956), Torentul (1957) și Poezii (1957).
Poezia întitulată "Patronul" făcea parte din textele obligatorii pentru elevii din școlile României, alături de "Minerii din Maramureș" de Dan Deșliu și altele. Tot copiilor au fost consacrate și poeziile Fiilor mei (1949), București, Oraș iubit (1953). 
Pe lângă poezii, Maria Banuș a scris și două piese de teatru: Ziua cea mare, cu subiect din viața gospodăriilor agricole colective și Îndrăgostiții, care prezintă aspecte și oameni de pe un mare șantier al socialismului. Premiera piesei "Ziua cea Mare" a avut loc la 13 august 1950 pe scena Teatrului Național din Cluj, ea fiind reprezentată apoi pe scenele principalelor teatre din țară și elogiată de critica oficială a vremii.
Autoare a numeroase volume de poezie, memorialistică, teatru, tălmăciri din literatura universală. A tradus în limba română poezii scrise de Rainer Maria Rilke, Johann Wolfgang von Goethe, William Shakespeare, Sándor Petőfi, Aleksandr Pușkin, Pablo Neruda, Nazim Hikmet ș.a. La rândul ei, a fost tradusă în nenumărate limbi.

### Exilul
Mai târziu, și-a împărțit timpul între România și Franța. Autoritățile comuniste i-au scos cărțile din librării și din bibliotecile publice. În prefața scrisă de Alain Bosquet la volumul de poezii în limba franceză, "L'Horloge à Jaquemart", apărut în Éditions Saint-Germain-Des-Prés Paris, 1987, Maria Banuș a fost prezentată publicului francez ca o scriitoare de mare anvergură comparând-o cu Anna Ahmatova, Gabriela Mistral și Else Lasker- Schüller. Maria Banuș a încetat din viață la data de 14 iulie 1999.
A avut doi fii, Petre, traducător, și Tudor (n.1947), pictor, ambii locuind în Franța. 

## Premii și distincții
Maria Banuș a fost distinsă cu mai multe premii literare cum ar fi:
- Premiul „George Coșbuc” al Academiei Republicii Populare Romîne (1949)[7]
- Premiul de Stat al Republicii Populare Române pentru lucrările de o deosebită valoare efectuate în anul 1949 în domeniul Literaturii, clasa II-a (8 martie 1951), „pentru piesa de teatru «Ziua cea Mare»”[18][7]
- Premiul Special al Uniunii Scriitorilor (1986)[7]
- Premiul Internațional Gottfried von Herder (1989)[7]
- Ordinul „Steaua Republicii Populare Romîne” clasa a IV-a (12 august 1959) „pentru activitate rodnică în dezvoltarea științei și culturii din Republica Populară Romînă”[19]
- Ordinul Muncii cl. I (1964)[20]
- Ordinul Steaua Republicii Socialiste România clasa a III-a (1971) „pentru merite deosebite în opera de construire a socialismului, cu prilejul aniversării a 50 de ani de la constituirea Partidului Comunist Român”[21]

## Volume publicate
- Țara fetelor, Ed. Cultura Poporului, 1937
- Bucurie, Ed. pentru Literatură și Artă, 1949
- Fiilor mei, 1949
- Constructorii vieții noi (în colaborare cu A.E. Baconsky, M. Sadoveanu, E. Camilar etc.), București, 1951;
- Ziua cea mare, București, 1951;
- București, oraș iubit, Ed. Tineretului, 1953, poeme pentru copii
- Versuri alese, 1953
- Despre pământ, 1954
- Îndrăgostiții, 1954
- Ție-ți vorbesc, Americă!, 1955
- Din cronica acestor ani, 1955
- Se-arată lumea, E.S.P.L.A., 1956
- Torentul, E.S.P.L.A., 1957
- La porțile raiului, București, 1957;
- Poezii, prefață de Silvian Iosifescu, București, 1958;
- Poezii, prefață de Tudor Vianu, București, 1961;
- Prin orașul cu minuni, București, 1961;
- Magnet, Ed. pentru Literatură, 1962
- Metamorfoze, Ed. pentru Literatură, 1963
- Diamantul, 1965
- Tocmai ieșeam din arenă, Ed. pentru Literatură, 1967,
- Portretul din Fayum, cu ilustrații de Tudor Banuș, Ed. Eminescu, 1970,
- Noru’ visătoru’ și amicii săi, București, 1971;
- Oricine și ceva, Ed. Cartea Românească, 1972
- Oaspeții de la mansardă, Ed. Minerva, 1978
- Sub camuflaj. Jurnal 1943-1944, Ed. Cartea Românească, 1978
- Scrieri, I-III, București, 1971-1978;
- Himera, Ed. Cartea Romaneasca", 1980
- Noiembrie, inocentul, Ed. Eminescu, 1981.
- Orologii cu figuri, prefață de Ovid S. Crohmălniceanu, Ed. Eminescu, 1984
- Carusel, prefață de Nicolae Manolescu, București, 1989;
- Fiesta, Ed. Cartea românească, 1990
- Demon între paranteze - Demon in Brackets, ediție bilingvă, traducere de Dan Duțescu, prefață de Nicolae Manolescu, București-Londra-Boston, 1994.

## Traduceri
- R.M. Rilke - Poeme, București, 1939, Versuri, București, 1966, Moștenești verdele, Timișoara, 1998, Părtaș cu cerul, Timișoara, 1998;
- W. Shakespeare - Hamlet, București, 1948 (în colaborare cu Vera Călin);
- A.S. Pușkin - Poezii, București, 1949, Versuri, ediție bilingvă, București, 1964 (în colaborare cu Al. Andrițoiu);
- N.I. Vapțarov - Poeme, București, 1952 (în colaborare cu Vlaicu Bârna și Demostene Botez);
- Robert Browning - Cântărețul vrăjitor, București, 1953;
- Antologia poeziei sovietice, București, 1955 (în colaborare);
- Pablo Neruda - Strugurii și vântul, București, 1956, Poeme noi, București, 1963;
- Antologia poeziei bulgare, prefață de Cicerone Theodorescu, București, 1956 (în colaborare);
- Antologia poeziei latino-americane, București, 1961 (în colaborare);
- J.W. Goethe - Poezii și poeme, București, 1964 (în colaborare), Opere. Poezia, București, 1982 (în colaborare);
- Din poezia de dragoste a lumii, prefața traducătorului, București, 1964; ediția, I-II, București, 1974;
- Poezia germană modernă de la Ștefan George la Enzensberger, îngrijită și prefață de Petre Stoica, I-II, București, 1967 (în colaborare);
- Lirice, București, 1967 (în colaborare);
- Poezia austriacă modernă de la Rainer Maria Rilke până în zilele noastre, București, 1970 (în colaborare cu Petre Stoica);
- André Frénaud - Cu ură, dragostea mea, București, 1970;
- Per Olof Ekstrom - N-a dansat decât o vară, București, 1971 (în colaborare cu Petre Banuș);
- Lars Gustafsson - O dimineață în Suedia, București, 1972 (în colaborare cu Petre Banuș);
- August Strindberg - Visul, București, 1972 (în colaborare cu Petre Banuș);
- Selma Lagerlof - Charlotte Lovenskold, București, 1972 (în colaborare cu Petre Banuș);
- Antologia poeziei franceze de la Rimbaud până astăzi, I-III, ediție îngrijită de Ion Caraion și Ov. S. Crohmălniceanu, prefață de Ov. S. Crohmălniceanu, București, 1974-1976 (în colaborare);
- Alain Bosquet - Note pentru o singurătate, prefața traducătorului, București, 1977, Zbuciumul lui Dumnezeu, București, 1993, Mâine fără mine, București, 1998;
- Duhuri peste ape. Tălmăciri din lirica universală, București, 1981;
- Paul Verlaine - O sută de poeme - Cent poèmes, București, 1996 (în colaborare).

## În alte limbi
- Válogatott versek („Versuri alese”), traducere în limba maghiară de Erik Majtényi, București, 1956.[22]